# 涅莫羅日
49°7′37″N 30°54′7″E / 49.12694°N 30.90194°E
內莫羅日（烏克蘭語：Неморож）是位於烏克蘭中部的村莊，由切爾卡瑟州茲韋尼霍羅德卡區的茲韋尼霍羅德卡市鎮負責管轄。該村始建於十八世紀，面積3.71平方公里，海拔高度139米，2023年 （页面存档备份，存于）人口590，人口密度每平方公里223.7人。